# Graellsia isabellae

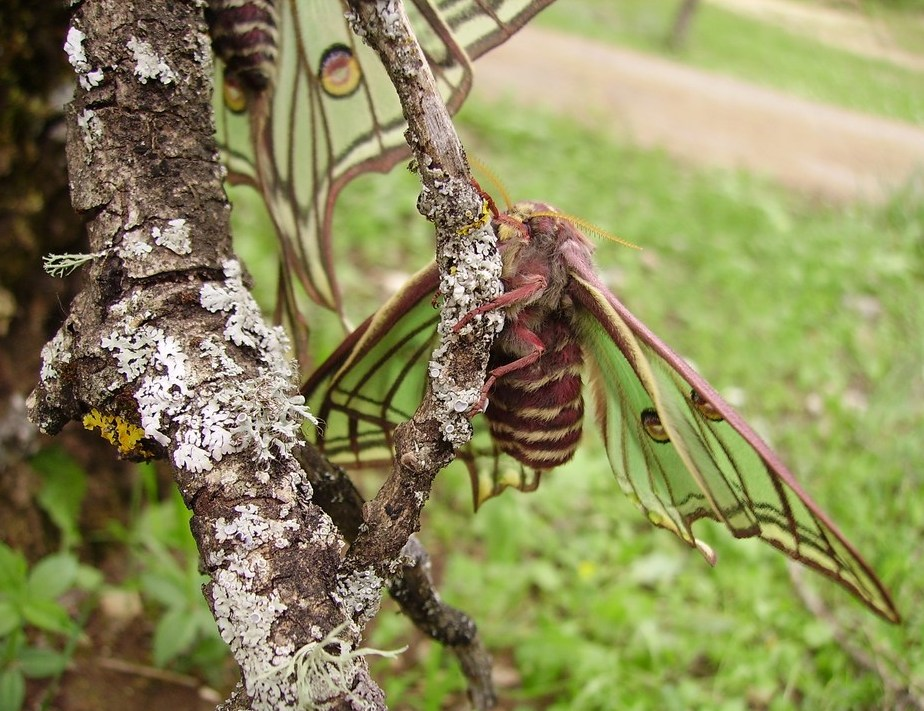
Hembra de Graellsia isabellae ceballosi

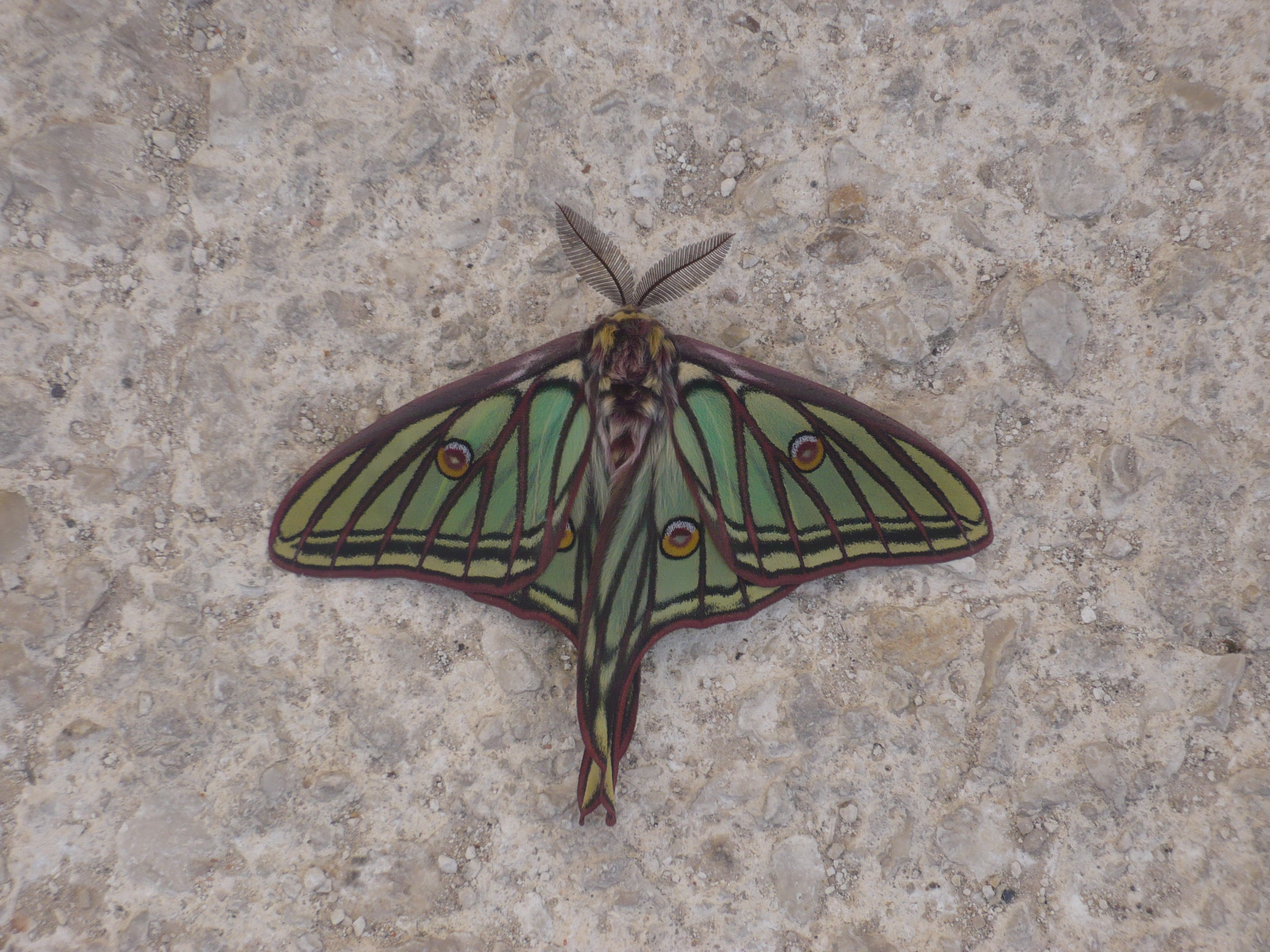
Macho de Graellsia isabellae en el Calar de la Santa (Murcia).

La polilla o mariposa isabelina (Graellsia isabellae) es una especie de lepidóptero ditrisio de la familia Saturniidae, una de las más vistosas de la fauna europea, con una envergadura que va desde 45 mm hasta 10 cm. Con anterioridad se denominaba Actias isabellae. Es la única especie del género Graellsia , además del único satúrnido europeo con colas en sus alas posteriores.
Fue descubierta por el naturalista español Mariano de la Paz Graells en Peguerinos en 1848. La bautizó con la denominación Saturnia isabellae como dedicatoria a la reina Isabel II de España. Posteriormente la especie fue rebautizada como Graellsia isabellae en honor a su descubridor.

## Biología

### Imago
Las mariposas son monovoltinas, es decir tienen una sola generación al año. Vuelan solamente durante la noche, entre abril y julio según la latitud, la altitud y el clima.
Son unas mariposas de gran belleza con una coloración predominantemente verde surcada por venas de color marrón rojizo. Además poseen en las cuatro alas ocelos de varios colores y las alas posteriores de ambos sexos presentan unas llamativas colas de una longitud más acusada en el macho.
Los focos luminosos tanto de luz blanca como de luz ultravioleta las atraen, lo que constituye un problema para sus poblaciones debido a que los ejemplares que acuden a las luces no vuelan más hasta la noche siguiente. Esto es un problema dado su corto periodo como imagos (adultos).

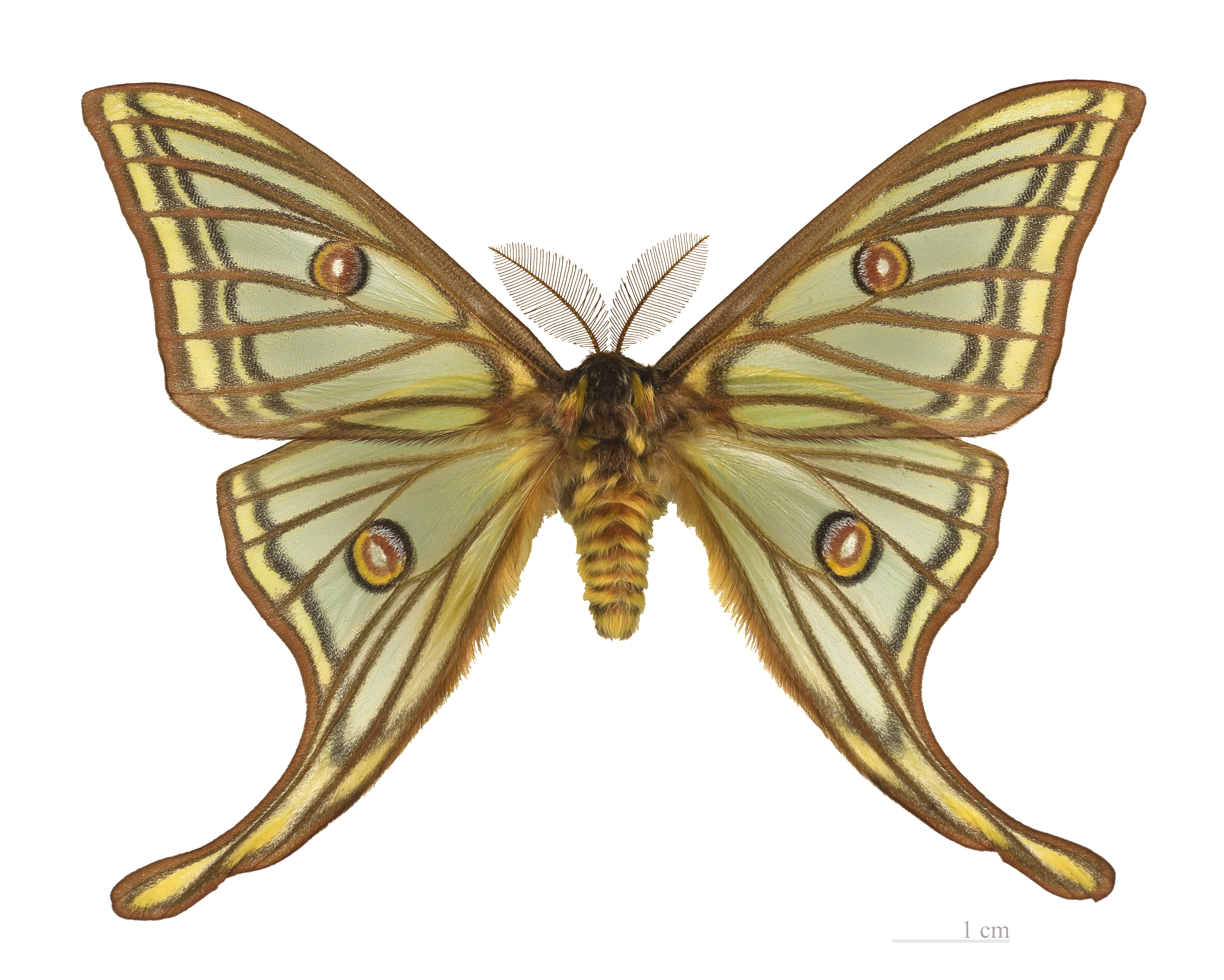
macho - vista dorsal
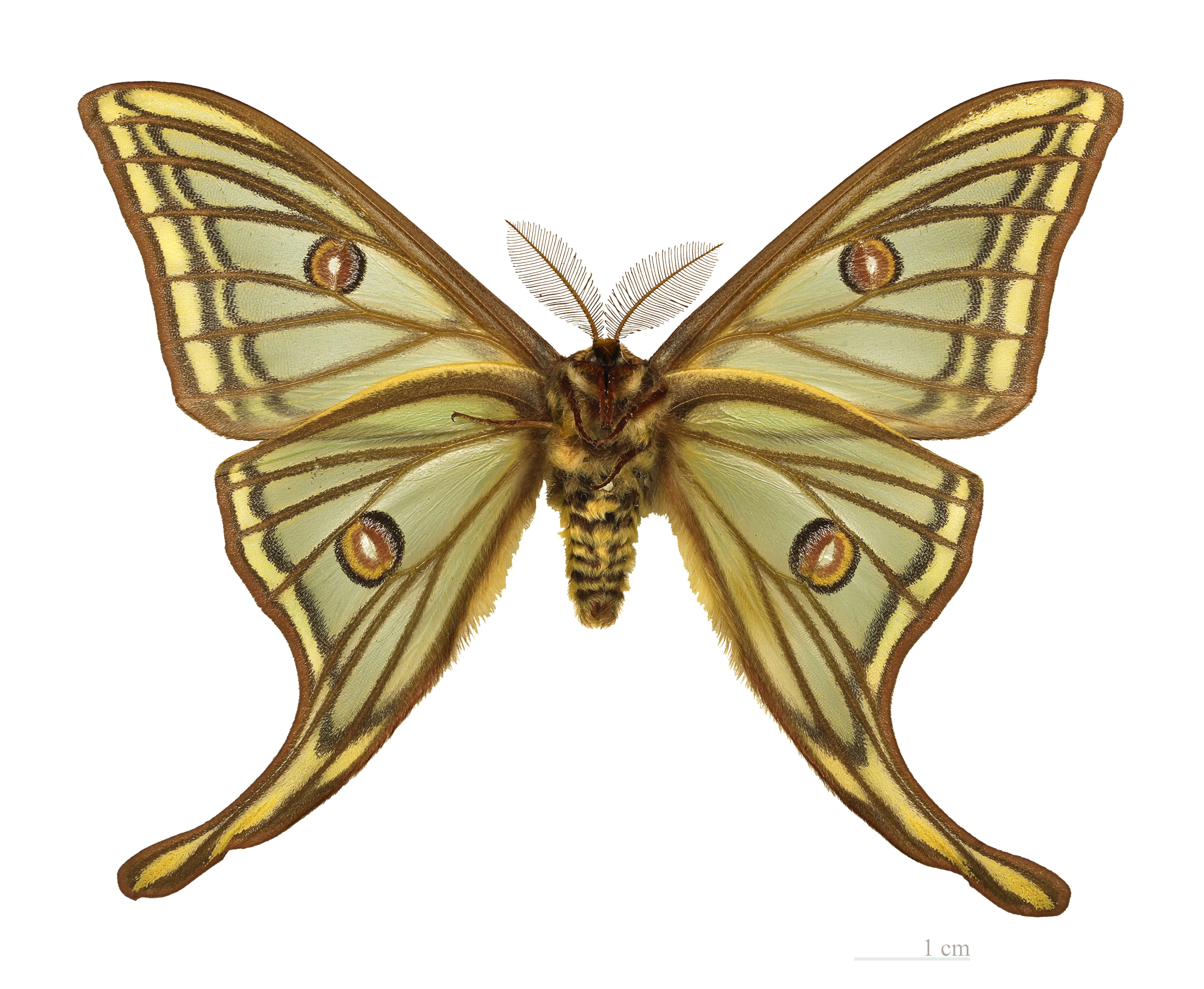
macho - vista ventral
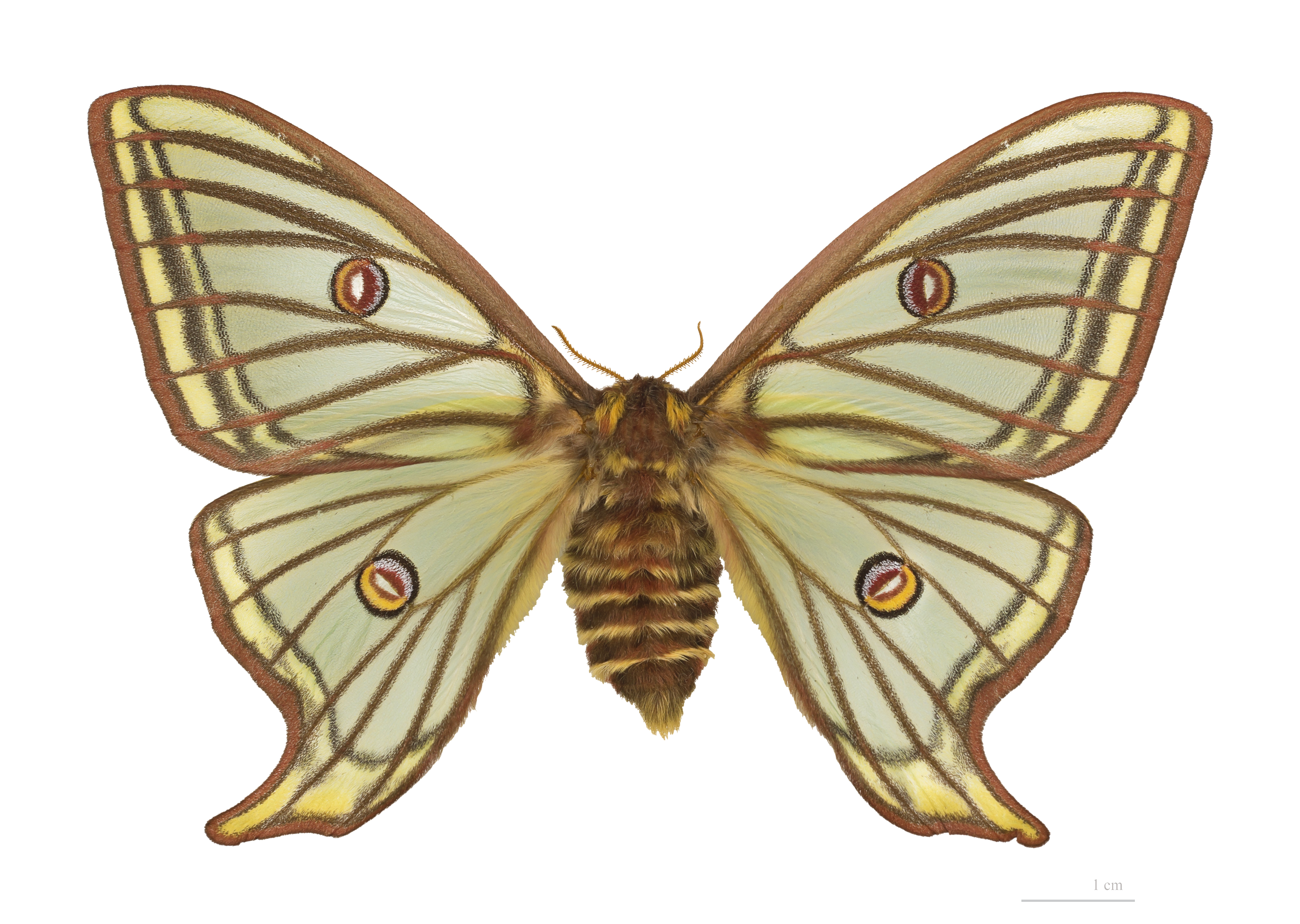
hembra - vista dorsal
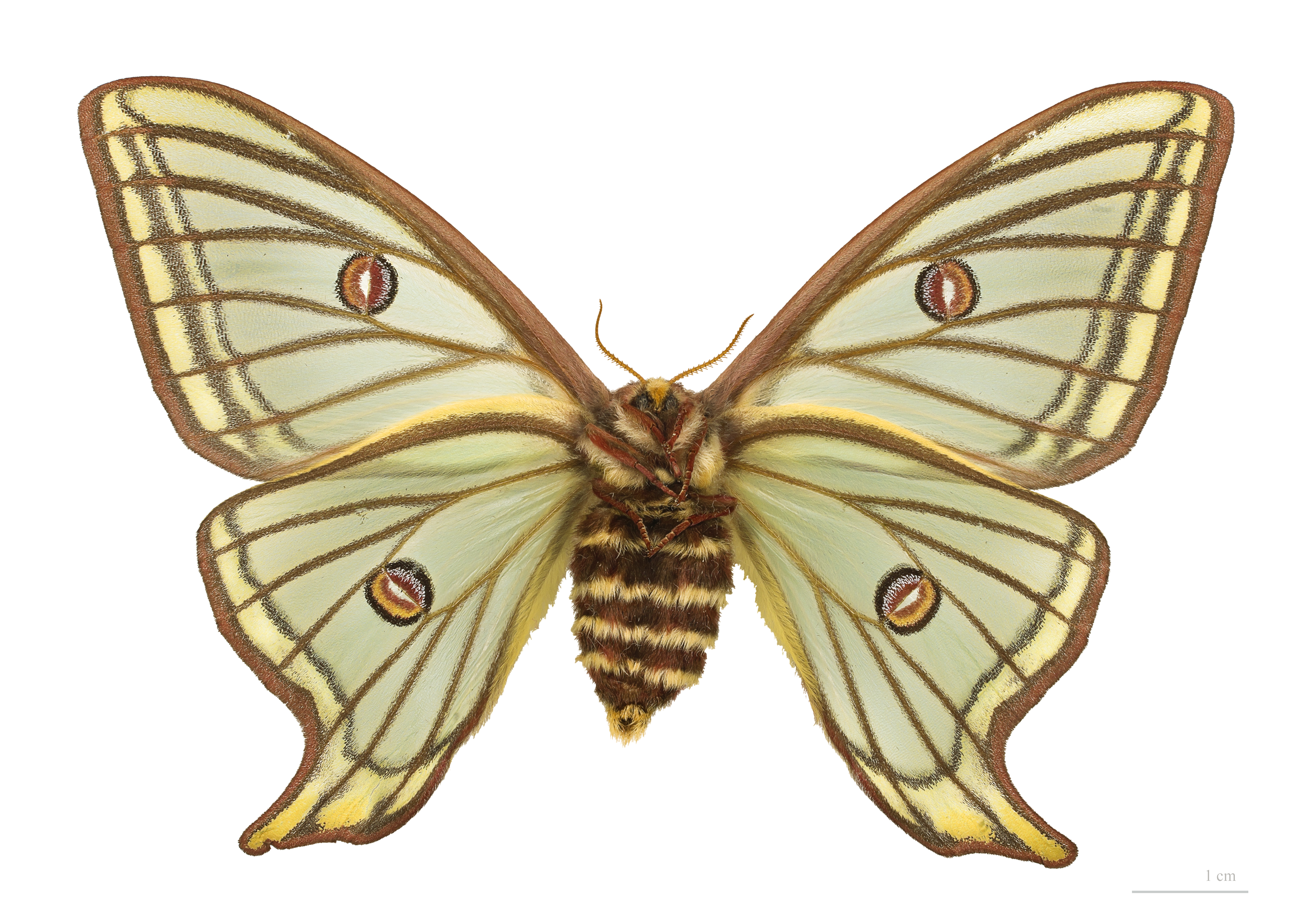
hembra - vista ventral

### Puesta
Tras la fecundación, las hembras empiezan a poner entre 100 y 150 huevos aisladamente, de uno en uno o de dos en dos, en las ramillas y acículas de los pinos de los cuales se alimentan las orugas. Los huevos tienen una coloración de tono marrón.

### Oruga
La coloración de las orugas es diferente a medida que se suceden las diferentes mudas. Al nacer son negras, más tarde gris-marrón y terminan siendo de un color predominantemente verde con puntos blancos. Además tienen unos pelos largos y poco abundantes.
Se desarrollan durante los meses de junio, julio y agosto, descendiendo al suelo para pupar entre la hojarasca, el musgo y otros materiales similares.
Las orugas sufren una alta mortalidad debido a la fumigación con difluorobenceno disuelto en gasoil sobre los pinares para atacar la plaga que constituye otro lepidóptero, la procesionaria del pino (Thaumetopoea pityocampa) sin darse cuenta de que este producto también elimina a muchas otras especies que se alimentan de los pinos sin constituir por ello una plaga. Como tantos otros, se denuncia enérgicamente este hecho dado que existen sistemas diferentes para combatir esta plaga como la fumigación en otoño con Bacillus thuringiensis o el empleo de feromonas femeninas específicas para la procesionaria para atraer y eliminar los machos.
|                     |
| Larva de 1º estadio |

|                     |
| Larva de 2º estadio |

|                     |
| Larva de 3º estadio |

|                     |
| Larva de 4º estadio |

|                     |
| Larva de 5º estadio |

### Crisálida
La crisálida está protegida por un capullo fuerte de seda marrón. Permanecen entre la hojarasca durante todo el invierno.

### Plantas nutricias
Son orugas arborícolas que se alimentan solo de las acículas de algunas especies de pino, principalmente de las especies Pinus sylvestris, Pinus nigra salzmannii (pino laricio) y Pinus uncinata. También se han obtenido buenos resultados (pendientes de ser comprobados experimentalmente) con Pinus radiata y Pinus maritima.
El resto de especies del género Pinus, u otros como Cedrus, han dado malos o muy malos resultados en multitud de experimentos.

## Distribución geográfica
Según la bibliografía está considerado como un endemismo de la España peninsular, ya que se encuentra repartida en su gran mayoría por los principales sistemas montañosos de seis poblaciones de la misma. Además, existe una pequeña representación en otros dos lugares localizados en territorio francés, aunque estos últimos se atribuyen a la acción humana a través de repoblaciones con ejemplares procedentes de España.

### En España
- Pirineos orientales (Cataluña). Es el área de distribución más grande.
- Pirineos occidentales (Aragón y Navarra). Es la zona más extensa después de la catalana.
- Puertos de Tortosa-Beceite, al sudoeste de la provincia de Tarragona y zona oriental de la provincia de Teruel. Es la población más reducida de la península ibérica.
- Sistema ibérico meridional. Esta zona incluye parte de las provincias de Teruel, Cuenca, Guadalajara y Castellón. Esta población se puede subdividir en tres zonas:
  - 1. Sierra de Albarracín, Montes Universales y Serranía de Cuenca. Es la zona donde más abunda esta especie.
  - 2. Sierra de Javalambre
  - 3. Sierra de Gúdar (Perol) y Macizo de Peñagolosa (Castellón)
- Sierras de Cazorla, Segura y Las Villas (Jaén) y Sierra de Alcaraz (Albacete). Es la población más meridional y la única que se alimenta en naturaleza de Pinus nigra sazmanii (comúnmente llamado pino laricio), ya que aquí no existen poblaciones de Pinus sylvestris como en el resto de poblaciones.
- Sierra de Guadarrama, tanto en la vertiente abulense como en la segoviana y en la madrileña.

### En Francia
- Montañas del Jura. Situadas en el departamento francés de Ain, en la zona junto a la frontera occidental de Suiza. Se trata de una población muy pequeña pero bien comprobada (Willien, 1979;[cita requerida] Masó y Willien, 1989[cita requerida]). Constituye el límite septentrional de la especie.

- Alpes occidentales. Concretamente en los Hautes-Alpes. Se trata de la población francesa mejor establecida y de la cual se conocen citas más fiables. Fue en 1922 cuando Oberthür dio a conocer el primer ejemplar de esta especie en Francia.
- Hay algunas citas atribuidas al norte del Macizo Central francés, pero según diversos autores están pendientes de confirmación y, por lo tanto, no se considera que allí exista una población.

A pesar de que a prácticamente cada población se le ha atribuido una subespecie, la mayoría de la bibliografía actual (Ylla i Ullastre, F. Vidal,[cita requerida] Vives Moreno[cita requerida]) considera esta especie como monotípica e inválidas sus subespecies.

## Híbrido
Graellsia isabellae × Actias selene es un híbrido de la isabelina y la mariposa luna de la india (Actias selene).

## Subespecies
Se han descrito varias subespecies pero varían muy poco. 
La subespecie nominal isabellae fue descrita en el siglo XIX en España, donde se conoce alrededor de Madrid en la Sierra de Guadarrama, así como en los Montes Universales y las Sierras de Javalambre y Gudar. En el siglo XX también se describen: la subespecie ceballosi ubicada en el norte de Andalucía en las Sierras de Segura y Cazorla, la subespecie paradisea en Cataluña y en los Pirineos orientales de España y Francia, y la subespecie roncalensis en los Pirineos central y occidental.
La subespecie presente en los Alpes franceses, llamada "galliaegloria", fue descrita en 1922 por Charles Oberthür tras su descubrimiento en la región de Briançon, cerca de L'Argentière-la-Bessée. Su presencia está atestiguada en los departamentos de Hautes-Alpes y Alpes-de-Haute-Provence.

## Sistemática
La especie actualmente llamada Graellsia isabellae fue descrita por el naturalista español Mariano de la Paz Graells y de la Agüera en 1849 bajo el nombre inicial de Saturnia isabellae. La estación estudiada fue la Sierra de Guadarrama en España. 
El género Graellsia fue descrito por el entomólogo inglés Augustus Radcliffe Grote en 1896, con la especie tipo Saturnia isabellae, que sigue siendo la única especie en la actualidad, bajo el nombre de Graellsia isabellae.
Algunos autores actuales, especialmente los franceses, tratan erróneamente sin embargo a esta especie con el nombre de Actias isabellae considerando que Graellsia es sinónimo de Actias.

## Nombres vernáculos
- En español: Mariposa isabelina.
- En francés: l'Isabelle, le Bombyx Isabelle, l'Isabelle de France, le Papillon vitrail.
- En inglés: Spanish moon moth.

## La mariposa isabelina y el hombre

### Estado y amenazas
Esta mariposa tiene una distribución fragmentada y estaba, cuando era más rara en el siglo XX, amenazada por el interés que los coleccionistas tenían por ella. Es por ello que está totalmente protegido en Francia (huevos, larvas, pupas, adultos, vivos o muertos). También es históricamente el primer insecto en haber recibido este estatus en Francia, en 1976.
Hoy en día se conocen poblaciones bastante grandes en los Alpes franceses, y la especie parece menos amenazada que en el pasado, incluso en fuerte expansión. Parece haberse beneficiado mucho de la reforestación de las laderas alpinas con pino silvestre, su planta huésped, donde el pastoreo ha disminuido. También se ha sugerido que esta especie puede no ser nativa de los Alpes, pero ha sido introducida por aficionados al comienzo del siglo XX, lo que explicaría su rareza inicial y su constante expansión desde entonces. Sin embargo, los análisis genéticos publicados en 2016 contradicen esta hipótesis, mostrando que la especie es probablemente autóctona y habría colonizado los Alpes durante el Holoceno al acompañar la expansión de su planta huésped. Entonces habría encontrado refugio en un área muy pequeña durante los siglos pasados, cuando los Alpes estaban muy deforestados. Otro foco alpino en Valais en Suiza, descubierto más recientemente y considerado no nativo, también se está expandiendo.

### Protección legal
En el Catálogo Nacional de Especies Amenazadas de España se la clasifica en la categoría «De Interés Especial» con fecha del 24 de marzo de 2000 y norma fechada como Orden, de 10 de marzo de 2000. Además está protegida por:
- El Convenio de Berna 1979, ratificado en Estrasburgo en 1986 (Anexo III)
- Directiva Hábitat (Anexo II)
- Ley 2/1991 de la Comunidad de Madrid y Decreto 18/1992.

### Cine
En Le Papillon, comedia dramática de Philippe Muyl con Michel Serrault y Claire Bouanich estrenada en 2002, Serrault interpreta a un septuagenario apasionado por las mariposas en busca de una muy particular, la mariposa isabelina.